# Herman Keiser
Herman Keiser, né le 7 octobre 1914 à Springfield (États-Unis) et mort le 24 décembre 2003 à Akron (États-Unis), est un golfeur professionnel américain.
Professionnel, il est considéré comme l'un des meilleurs golfeurs d'après guerre. Il remporte huit titres professionnels dont cinq sur le circuit de la PGA. Parmi ces titres, il remporte notamment le Masters en 1946. Il remporte également la Ryder Cup en 1947 sous le capitanat de Ben Hogan.

## Palmarès

### Victoires professionnelles
| N° | Date       | Circuit principal | Tournoi                                | Score                | Par | Marge  | Finaliste                         |
| -- | ---------- | ----------------- | -------------------------------------- | -------------------- | --- | ------ | --------------------------------- |
| 1. | 1939       | Iowa Tour         | Open d'Iowa                            |                      |     |        |                                   |
| 2. | 11/03/1942 | PGA               | Miami Biltmore International Four-Ball | Avec Chandler Harper |     |        | Jack Grout Ben Loving             |
| 3. | 07/04/1946 | PGA               | The Masters                            | 69-68-71-74=282      | - 6 | 1 coup | Ben Hogan                         |
| 4. | 20/10/1946 | PGA               | Knoxville Invitational                 | 291                  |     | 1 coup | Chick Harbert                     |
| 5. | 27/10/1946 | PGA               | Open de Richmond                       | 278                  |     | 4 cous | Ben Hogan                         |
| 6. | 10/08/1947 | PGA               | Open d'Esmeralda                       | 273                  |     | 1 coup | Ed Furgol Ben Hogan Johnny Palmer |
| 7. | 1949       | Ohio Tour         | Open d'Ohio                            |                      |     |        |                                   |
| 8. | 1951       | Ohio Tour         | Open d'Ohio                            |                      |     |        |                                   |